# Landroval
Landroval is een fictief wezen uit de Lord of the Rings-saga. Hij is een van de Arenden die zich huisvesten in de bergenketen van Caradhras. Hij is de broer van Gwaihir, de heer van de Arenden.
Landroval komt, samen met de andere Arenden, mee om het op te nemen tegen de Nazgûl bij de Zwarte Poort.
Gwaihir, Landroval en Meneldor zijn het die Frodo en Sam redden van de uitbarstende Doemberg.